# Dubové (district de Zvolen)
Dubové (allemand : Dauben, hongrois : Dobó) est un village de Slovaquie situé dans la région de Banská Bystrica.

## Histoire
La première mention écrite du village date de 1255.

## Démographie

### Évolution de la population
| Année:               | 1994. | 2004.   | 2014.    | 2024.    |
| -------------------- | ----- | ------- | -------- | -------- |
| Nombre de personnes: | 244   | 235     | 273      | 385      |
| Différence:          |       | -3,68 % | +16,17 % | +41,02 % |

| Année:               | 2023. | 2024.   |
| -------------------- | ----- | ------- |
| Nombre de personnes: | 373   | 385     |
| Différence:          |       | +3,21 % |